# Bloody Mama (film)
Bloody Mama este un film cu buget redus din 1970 bazat în mare parte pe povestea lui Ma Barker . A fost regizat de Roger Corman și a avut-o pe Shelley Winters în rolul principal , cel al mamei corupte care-și încurajează copii în înfăptuirea crimei organizate . Filmul beneficiază și de apariția unui tânăr Robert De Niro în rolul lui Lloyd Barker. În realitate, implicarea lui Ma Barker în criminalitate a fost mult mai limitată .

## Prezentare
Filmul este bazat pe fapte reale și redă povestea lui Kate Barker, care își iubește la nebunie cei patru fii și ar face orice pentru ei. Într-o încercare de a le îmbunătăți viața, ea îi implică într-o serie de aventuri soldate cu jaful unei bănci, cu o răpire și chiar cu crimă.

## Actori
- Shelley Winters ... Kate "Ma" Barker
- Lisa Jill ... Young Kate
- Bruce Dern ... Kevin
- Don Stroud ... Herman
- Robert Walden ... Fred
- Alex Nicol ... George, Kate's Husband)
- Robert De Niro ... Lloyd
- Pat Hingle ... Sam Pendlebury
- Clint Kimbrough ... Arthur
- Diane Varsi ... Mona Gibson
- Pamela Dunlap ... Rembrandt
- Michael Fox ... Dr. Roth
- Scatman Crothers ... Moses
- Stacy Harris ... Agent McClellan
- Lisa Linsky ... Young Kate
- Steve Mitchell ... Sheriff
- Roy Idom ...	Ferryboat Passenger
- Frank Snell ... Federal Agent (nemenționat)